# Quartier de Montmartre
Le quartier de Montmartre est un ancien quartier de Paris qui tire son nom du Faubourg-Montmartre et de la butte et du lieu-dit Montmartre.

## Historique
En 1702, par une déclaration du roi Louis XIV en date du 12 décembre et par un arrêt du Conseil d'État du 14 février de la même année, une nouvelle division de la ville de Paris fait passer le nombre de quartiers de la capitale de dix-sept à vingt, et le quartier de Montmartre, le 6e quartier, naît de la division du quartier de Saint-Eustache en deux parties, étant donné que les anciens quartiers de 1673 sont très inégaux dans leur étendue et « qu'il y en a plusieurs qui ne sont composés que de dix à douze rues pendant que d'autres en contiennent plus de soixante ».

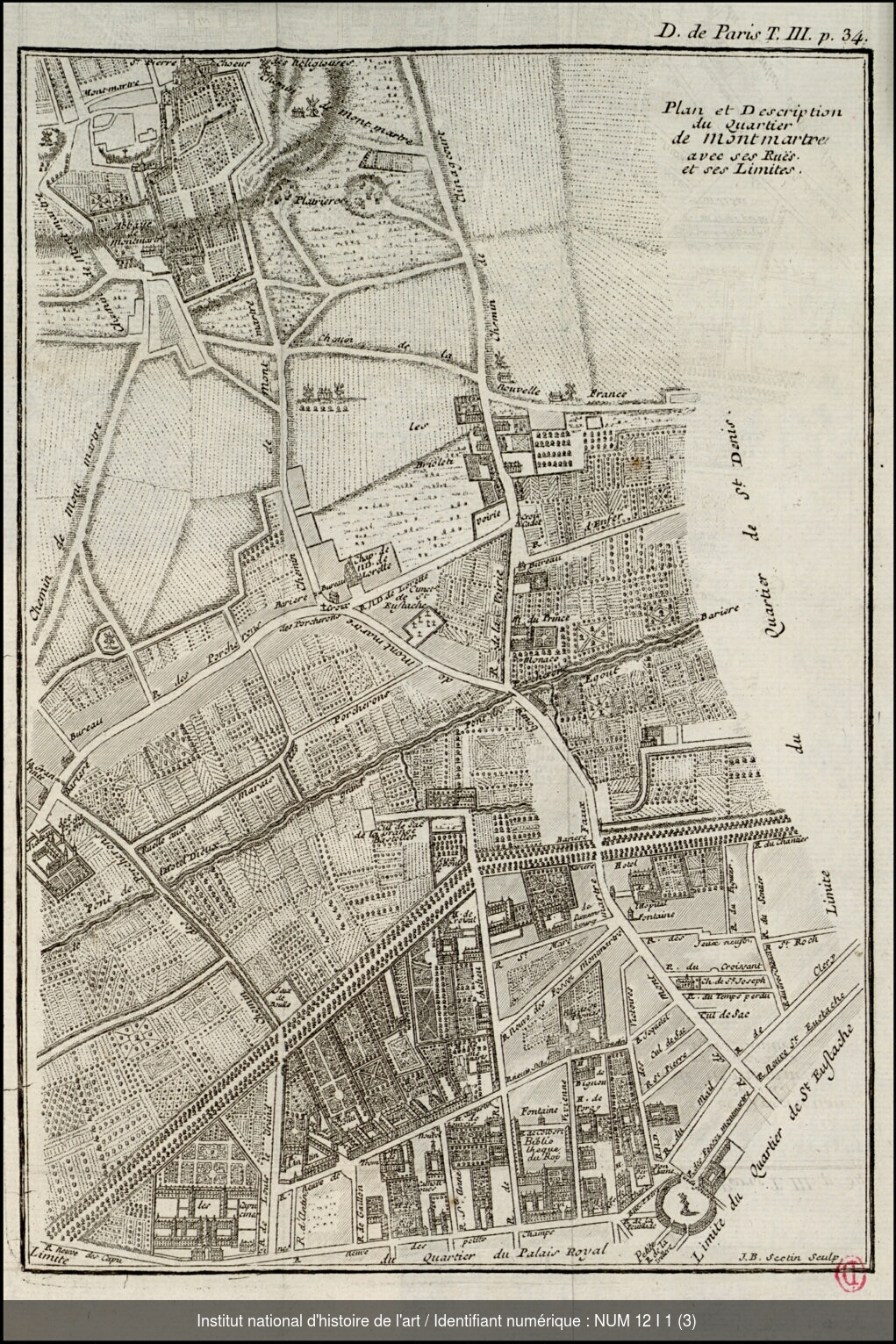
Plan du quartier de Montmartre en 1702.

### Limites du quartier
Entouré par les quartiers du Palais-Royal, de Saint-Eustache et de Saint-Denis, le quartier de Montmartre est délimité à l'est par la rue des Poissonnières et la rue Sainte-Anne, jusqu'aux extrémité du faubourg, au nord par les extrémités des faubourgs, à l'ouest par les marais des Porcherons et au sud par la rue Neuve-des-Petits-Champs, la place des Victoires, la rue des Fossés-Montmartre et la rue Neuve-Saint-Eustache,,.

### Contenu
Jean de la Caille indique que le quartier de Montmartre compte en 1702 :
- 1 abbaye
  - L'abbaye de Montmartre, de l'ordre de Saint-Benoit, située au haut du faubourg Montmartre
- Barrières, bureaux, brigades, postes et laissez-passer pour recevoir et garder les droits d'entrées à savoir :
  - Barrière de la Voirie, qui est pour renvoyer ce qui a été acquitté au Bureau des Porcherons, située en la rue de la Voirie du faubourg de Montmartre, entre le Grand Égout et la rue d'Enfer.
  - Barrière et Bureau des Porcherons, qui est un Bureau qui reçoit tous les droits d'entrée du vin, bétail à pied fourchu (porcs, moutons, bovins), domaine, barrage, le Poids le Roi situé sur la taille et la  descente de Montmartre, à l'encoignure de la grande rue en montant, paroisse de Montmartre.
  - Barrière des Portes-Blanches, qui est pour renvoyer tout ce qui est sujet à payer les entrées, au Bureau des Porcherons et située sur la taille et près du château des Porcherons, à l'encoignure d'une rue qui va au village de Monceau, paroisse de Montmartre.
  - Barrière de Conserve également appelée barrière de la Porte-Gaillon, où l'on ne reçoit aucune choses, qui est est située au bout de la rue Gaillon, derrière les Capucines, près le Cours de la Ville (boulevard des Capucines).
  - Brigade des Porcherons, qui est pour éviter les fraudes qui peuvent arriver dans ce quartier est qui est situé attenant au bureau des Porcherons, paroisse de Montmartre.
  - Laissez-Passer des Porcherons, pour recevoir les acquis des droits qui viennent au bureau des Porcherons et les enregistrer, situé faubourg de Montmartre, vis à vis du Grand Égout un peu au dessus Cours de la Ville (boulevard Montmartre)
- 1 bibliothèque
  - La bibliothèque du Roi située rue Vivienne
- 3 chapelles
  - La chapelle Saint-Joseph, située rue Montmartre, au coin de la rue du Temps-Perdu, qui est une aide de la paroisse de Saint-Eustache
  - La chapelle Notre-Dame-de-Lorette[Note 1] , aux Porcherons, qui est une aide de la paroisse de Saint-Eustache, située en haut du Faubourg-Montmartre et des Porcherons
  - La chapelle des Martyrs, située au bas de la butte Montmartre
- 1 château
  - Le château des Porcherons
- 1 cimetière
  - Le cimetière Saint-Jean-Porte-Latine pour la paroisse Saint-Eustache, situé près de la chapelle Notre-Dame-de-Lorette en haut du Faubourg-Montmartre.
- 1 communauté
  - Filles Nouvelles Catholiques, rue de Lionne ou de Sainte-Anne
- 1 couvent d'hommes
  - Le couvent des Augustins Déchaussés, appelé les Petits-Pères, rue Notre-Dame-des-Victoires
- 2 couvents de filles
  - Couvent des Capucines, situé rue Neuve-des-Capucines, en face de la place Louis-le-Grand
  - Couvent des Filles-Saint-Thomas, située rue Neuve-des-Filles-Saint-Thomas, en face de la rue Vivienne
- Le corps de garde de soldats du régiment des Gardes françaises, pour la sureté du public, composé d'un sergent et de dix soldats, posé à la porte  et au Faubourg Montmartre.
- Le Grand Égout du Marais qui commence en ce quartier à la rue Sainte-Anne, Faubourg Montmartre et finit au château des Porcherons, où aboutissent plusieurs égouts de différentes rues.
- Le fief de la Grange Batelière, relevant de l'archevêque de Paris, situé au bout de la rue de Richelieu
- 4 Fontaines
  - Rue Neuve-Saint-Augustin, au bout de la rue Gaillon
  - Rue Colbert
  - Rue Montmartre, vis à vis de la rue Saint-Marc
  - À l'angle de la rue et de l'église des Petits-Pères
- La Grande Pinte, près de la barrière et du château des Porcherons appelée la Petite Pologne
- 9 hôtels particuliers considérables
  - Hôtel d'Antin, rue Saint-Augustin au coin de la rue Louis-le-Grand
  - Hôtel de Chamillart, rue Saint-Augustin
  - Hôtel de Colbert, rue Neuve-des-Petits-Champs
  - Hôtel Desmarets
  - Hôtel de Louvois, rue de Richelieu
  - Hôtel de Ménars, rue de Richelieu
  - Hôtel de Pontchartrain, rue Neuve-des-Petits-Champs
  - Hôtel de Torcy, rue Vivienne
  - Hôtel de Tresmes, rue Saint-Augustin
  - Et plusieurs autres moins importants
- 282 lanternes publiques
- 756 maisons
- Le palais Mazarin, rue Neuve-des-Petits-Champs
- La paroisse de Montmartre également appelée paroisse Saint-Pierre
- La place des Victoires où aboutissent les rues La Feuillade, Vide-Gousset, des Fossés-Montmartre, des Petit-Champs, et La Vrillière, où se font les publications de Paix
- 2 ponts sur le Grand Égout du Marais
  - 1 pont au bout du Faubourg-Montmartre, au coins des rues de la Voirie et du Faubourg-Montmartre appelé pont des Porcherons
  - 1 pont près du château des Porcherons appelé pont de l'Hôtel-Dieu
- 38 rues
- 1 cul-de-sac
- Tombereaux, pour le nettoiement et l'enlèvement des boues et immondices des rues de ce quartier, savoir 4 tombereaux pendant les mois d'octobre, novembre, décembre, janvier, février et mars, 3 tombereaux pendant les mois d'avril, mai, juin, juillet, août et septembre.
- la voirie, pour la décharge des immondices et boues de ce quartier est située au bout de la rue de la Voirie, Faubourg-Montmartre

### Voies du quartier de Montmartre en 1702
| Nom                                                                              | Nombre de maisons | Nombre de lanternes |
| -------------------------------------------------------------------------------- | ----------------- | ------------------- |
| Rue Neuve-Saint-Augustin                                                         | 20                | 15                  |
| Rue Neuve-des-Capucines également appelée rue « Neuve-des-Petits-Champs »        | 10                | 3                   |
| Rue du Chantier-aux-Remparts et cours de la Ville                                | 0                 | 0                   |
| Rue de Cléry                                                                     | 39                | 13                  |
| Rue Colbert                                                                      | 2                 | 4                   |
| Rue Coquenard également appelée « rue Notre-Dame-de-Lorette »                    | 0                 | 0                   |
| Rue du Croissant                                                                 | 15                | 5                   |
| Rue d'Enfer                                                                      | 10                | 0                   |
| Rue Feydeau également appelée « rue Neuve-des-Fossés-Montmartre »                | 15                | 6                   |
| Rue La Feuillade                                                                 | 3                 | 4                   |
| Rue Saint-Fiacre également appelée « rue du Figuier »                            | 4                 | 2                   |
| Rue Neuve-des-Filles-Saint-Thomas également appelée « rue Neuve-Saint-Augustin » | 8                 | 4                   |
| Rue des Fossés-Montmartre                                                        | 30                | 11                  |
| Rue Gaillon également appelée « rue Neuve-Saint-Roch »                           | 19                | 4                   |
| Cul-de-sac de la Grange-Batelière                                                | 2                 | 0                   |
| Rue du Gros-Chenet                                                               | 20                | 7                   |
| Rue des Jeûneurs                                                                 | 18                | 7                   |
| Rue Joquelet                                                                     | 7                 | 3                   |
| Rue de la Lionne également appelée « rue Sainte-Anne »                           | 20                | 9                   |
| Rue Louis-le-Grand                                                               | 1                 | 0                   |
| Rue du Mail                                                                      | 54                | 11                  |
| Rue Saint-Marc                                                                   | 25                | 5                   |
| Rue Neuve-Montmartre                                                             | 83                | 27                  |
| Cul de sac de Saint-Pierre également appelé « cul de sac Gourtin »               | 6                 | 2                   |
| Cul de sac des Commissaires                                                      | 1                 | 0                   |
| Rue Neuve-Saint-Eustache                                                         | 55                | 12                  |
| Rue Neuve-des-Petits-Champs                                                      | 60                | 30                  |
| Rue Neuve-des-Petits-Pères                                                       | 7                 | 5                   |
| Rue Notre-Dame-des-Victoires                                                     | 20                | 16                  |
| Rue Saint-Pierre-Montmartre également appelée « rue Péniche »                    | 15                | 6                   |
| Place des Victoires                                                              | 18                | 10                  |
| Rue des Porcherons également appelée « rue d'Argenteuil »                        | 87                | 0                   |
| Rue Richelieu également appelée « rue Royale »                                   | 21                | 25                  |
| Rue Saint-Roch                                                                   | 6                 | 3                   |
| Rue du Sentier                                                                   | 15                | 8                   |
| Rue Saint-Joseph également appelée « rue du Temps-Perdu »                        | 18                | 5                   |
| Rue Vide-Gousset également appelée « rue Vuide-Gousset »                         | 2                 | 1                   |
| Rue Vivien                                                                       | 24                | 13                  |
| Rue de la Voirie                                                                 | 3                 | 0                   |
| Petite rue de La-Vrillière                                                       | 1                 | 1                   |